# Římskokatolická farnost Netín
Římskokatolická farnost Netín je územní společenství římských katolíků ve velkomeziříčském děkanství v brněnské diecézi. Farní kostel je zasvěcen Nanebevzetí Panny Marie. Součástí farnosti jsou též kaple v obcích Kochánov a Stránecká Zhoř.

## Historie farnosti

### Kostel
Kostel Nanebevzetí Panny Marie se vypíná nad obcí Netín, ve výšce 542 metrů nad mořem a dle některých pramenů má počátky již v 11. století. V kostelní lodi jsou z té doby dochovány stopy románských architektonických prvků. V gotické době byl zbudován presbytář v dnešní podobě. Při opravách v roce 1969 byly v lodi objeveny gotické nástěnné malby. V 18. století bylo v lodi vybudováno klenutí ve stylu barokní gotiky. Tuto práci vedl Jan Blažej Santini-Aichel, nebo jeho žáci. V roce 1910 byl pořízen novogotický hlavní oltář od Jana Kolbábka s obrazem od Karla Toppnera. Později byly zrušeny dva boční oltáře (oltář sv. Vendelína a oltář sv. Jana Nepomuckého) a kazatelna. Obrazy, vyjmuté z bočních oltářů, jsou v kostele dodnes. V presbytáři byl ve 2. polovině 20. století instalován moderní oltář čelem k lidu a ambon. V letech 1998–2009 proběhla postupná generální rekonstrukce fary.
Další zásadnější renovace kostelního areálu proběhla za duchovního správce, R. D. Mgr. Blažeje Hejtmánka v letech 2013–2014, v roce 2015 pak byla završena dlouhodobá generální oprava varhan. Opravené varhany pak 12. září 2015 požehnal brněnský biskup Vojtěch Cikrle. V letech 2014–2016 pak byla rekonstruována barokní márnice u kostela.

### Zvony
V kostelní věži je celkem šest zvonů, a to:
- z r. 1587 (30 kg)
- z r. 1753 (40 kg)
- z r. 1828 (80 kg)
- sv. Michal z r. 1956 (120 kg)
- sv. Josef z r. 1956 (120 kg)
- Panna Maria z r. 1956 (450 kg)

### Poutě
V roce 1714 řádila na velkomeziříčsku morová nákaza. V samotném Velkém Meziříčí, které tehdy mělo necelé dva tisíce obyvatel, zemřelo 327 lidí. Obyvatelé se rozhodli vykonat prosebnou pouť do mariánského kostela v Netíně. Vyšli 2. července 1714 – podle tehdejšího kalendária na svátek Navštívení Panny Marie (svátek byl ve 20. století přeložen na 31. květen). Prosba byla vyslyšena již cestou: když poutníci došli ke Třem křížům nad Velkým Meziříčím, zemřel na mor poslední člověk a epidemie skončila. Velkomeziříčtí se proto rozhodli putovat do Netína každým rokem. Poutní tradice trvá od té doby nepřerušeně.
Netínský farář Jindřich Kocman zavedl počátkem 90. let 20. století "malé poutě" vždy o prvních sobotách v měsíci. Hlavní poutní slavnost bývá slavena v neděli, která je nejblíže 15. srpnu, tedy slavnosti Nanebevzetí Panny Marie a slavnostní bohoslužba (byť v komornější podobě) bývá slavena také ve vlastní den slavnosti.

## Bohoslužby
| Kostel                         | Místo            | Bohoslužba                      | Bohoslužba                            | Poznámka     |
| ------------------------------ | ---------------- | ------------------------------- | ------------------------------------- | ------------ |
| Kaple sv. Cyrila a Metoděje    | Kochánov         | středa 1x měsíčně               | čas dle ohlášení                      | obecní kaple |
| Kostel Nanebevzetí Panny Marie | Netín            | neděle pátek 1. sobota v měsíci | 8.00 17.30 16.00 v zimě, 18.00 v létě | farní kostel |
| Kaple sv. Jana Nepomuckého     | Olší nad Oslavou | 1x ročně, poutní                | 1x ročně, poutní                      | obecní kaple |
| Kaple sv. Benedikta            | Stránecká Zhoř   | středa 1x měsíčně               | čas dle ohlášení                      | obecní kaple |
| Kaple sv. Jana Nepomuckého     | Svařenov         | 1x ročně, poutní                | 1x ročně, poutní                      | obecní kaple |
| Kaple Nejsvětější Trojice      | Zadní Zhořec     | 1x ročně, poutní                | 1x ročně, poutní                      | obecní kaple |
| Kaple                          | Závist           | 1x ročně, poutní                | 1x ročně, poutní                      | obecní kaple |

- rozpisy bohoslužeb pro aktuální měsíc jsou na stránkách farnosti.

## Kněžstvo farnosti

### Duchovní správci
- 1773–1808 – R.D. Jakub Příhoda, farář
- 1809–1868 – R. František Přikryl, farář
- 1878–1899 – R.D. Antonín Brabenec, farář
- 1899–1942 – Mons. Václav Hlavička, farář
  - 1901 – R.D. František Štěpánek, kooperátor
  - 1902 – R.D. Eduard Chadim, kooperátor
  - 1906 – R.D. Alois Vladár, kooperátor
  - 1910 – R.D. Karel Dostál, kooperátor
  - 1913 – R.D. František Němec, kooperátor
  - 1915 – R.D. Viktor Mastný, kooperátor
  - 1918 – R.D. Alois Kopal, kooperátor
  - 1935–1938 – R.D. Jindřich Kocman, kaplan
- 1942–1997 – R.D. Jindřich Kocman, farář
  - 1984–1988 P. Cyril Vojtěch Kodet, OCarm., vypomáhal (dojížděl)
  - 1988–1989 R.D. Jiří Hének, vypomáhal (dojížděl)
  - 1991–1992 R.D. ThDr. Ludvík Bradáč, vypomáhal (dojížděl)
  - 1992–1995 R.D. Ludvík Hlaváč, vypomáhal (dojížděl)
  - 1995–1996 R.D. Marek Dunda, vypomáhal (dojížděl)
  - 1996–1997 R.D. Marek Orko Vácha, vypomáhal (dojížděl)
- 1997–2008 – R.D. Jan Peňáz, administrátor excurrendo z Velkého Meziříčí
  - 1997–1998 R.D. Marek Orko Vácha, farní vikář excurrendo
  - 1999–2001 R.D. Josef Pohanka, farní vikář excurrendo
  - 2002–2007 R.D. Stanislav Kryštof, výpomocný duchovní (dojižděl)
  - 2005–2007 R.D. David Ambrož, farní vikář excurrendo
- 2008–2009 – R.D. Lukasz Szandzielorz, administrátor excurrendo z Velkého Meziříčí
- 2009–2011 – R.D. František Sadílek, farář
- 2011–2016 – R.D. Mgr. Blažej Hejtmánek, administrátor[1]
  - 2012–2015 – R.D. Mgr. Tomáš Koumal, výpomocný duchovní
- 2016–2022 R.D. Mgr. Pavel Šenkyřík, excurrendo z Velkého Meziříčí[2]
  - 2016–2018 – R.D. Mgr. Marek Husák, farní vikář excurrendo
  - 2018–2021 R.D. Mgr. Karel Adamec, farní vikář excurrendo
  - 2019–2021 R.D. Jaroslav Laštovička, farní vikář excurrendo
- od 2022 R.D. Mgr. Jiří Kaňa, excurrendo z Velkého Meziříčí
  - od 2022 R.D. Jan Kříž, farní vikář excurrendo
  - od 2023 R.D. Bohumil Poláček, výpomocný duchovní excurrendo

### Kněží rodáci
- Mons. Bohuslav Brabec (z obce Závist)
- Antonín Hugo Bradáč (z Olší nad Oslavou)
- Karel Exler (z Netína)
- František Hedvábný (z Olší nad Oslavou)
- Josef Kaman (z Olší nad Oslavou)
- František Křehlík (z Olší nad Oslavou)
- Václav Kříž (ze Záseky)
- František Peksa (z Olší nad Oslavou)
- František Pešek (z Olší nad Oslavou)
- Bohumil Pešek (z Kochánova)
- Alois Rimeš (ze Zadního Zhořce)
- František Toman (z Kochánova)
- Josef Toman (z Netína)
- Leopold Toman (z Kochánova)
- Stanislav Váša (ze Zadního Zhořce)
- Stanislav Vlach (ze Stránecké Zhoři)

### Primice
Ve farnosti slavil 6. července 2008 primiční mši svatou novokněz Stanislav Váša.

### Ostatní
Jako kaplan v Netíně působil pozdější velkomeziříčský farář P. Bohumil Burian.

## Aktivity ve farnosti
Dnem vzájemných modliteb farností za bohoslovce a bohoslovců za farnosti brněnské diecéze je 4. květen. Adorační den připadá na neděli po 29. květnu.
Každoročně se ve farnosti koná tříkrálová sbírka, v roce 2018 se při ní v Netíně vybralo 18 076 korun,

## Fotogalerie

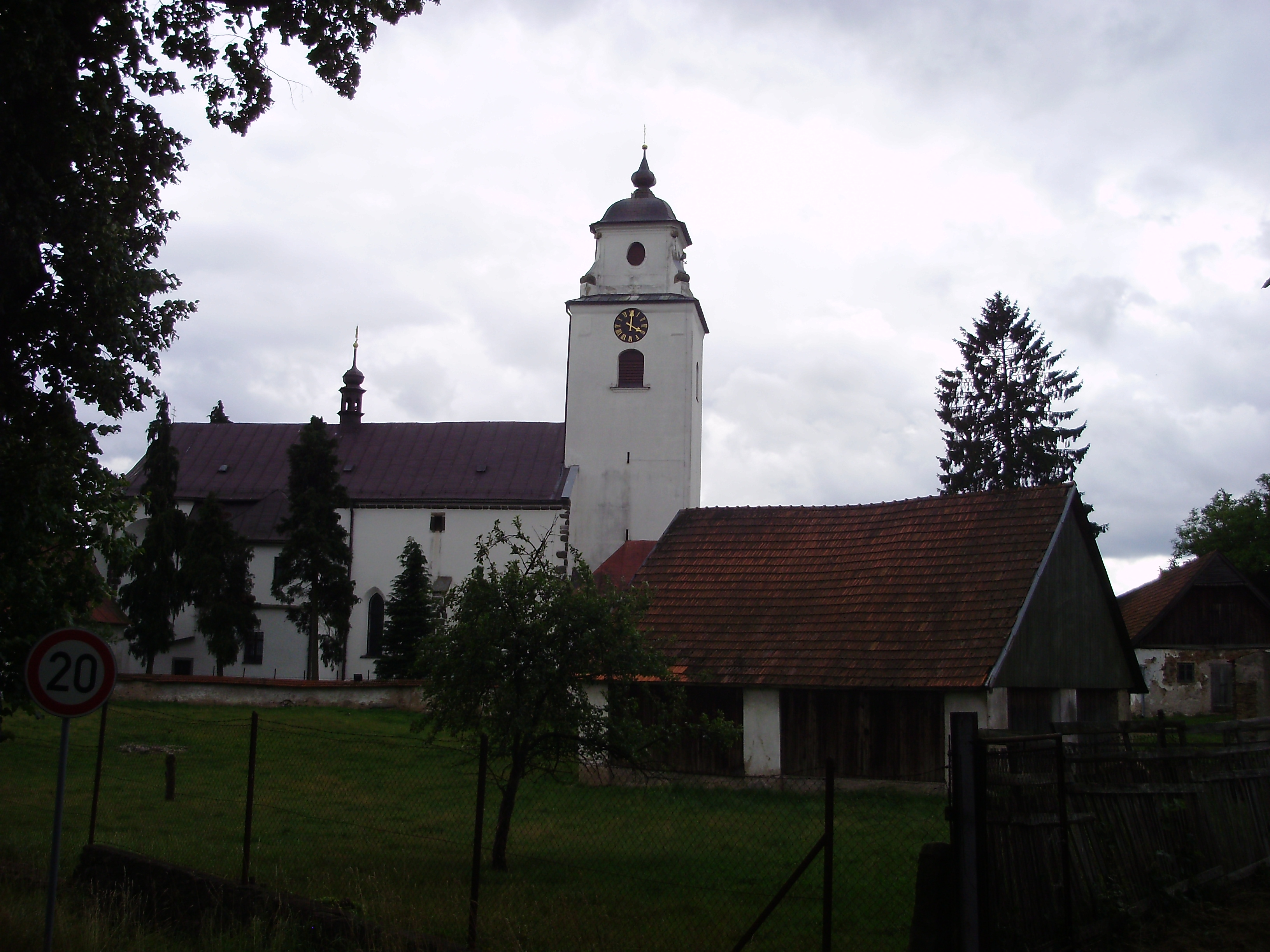
Farní kostel v Netíně
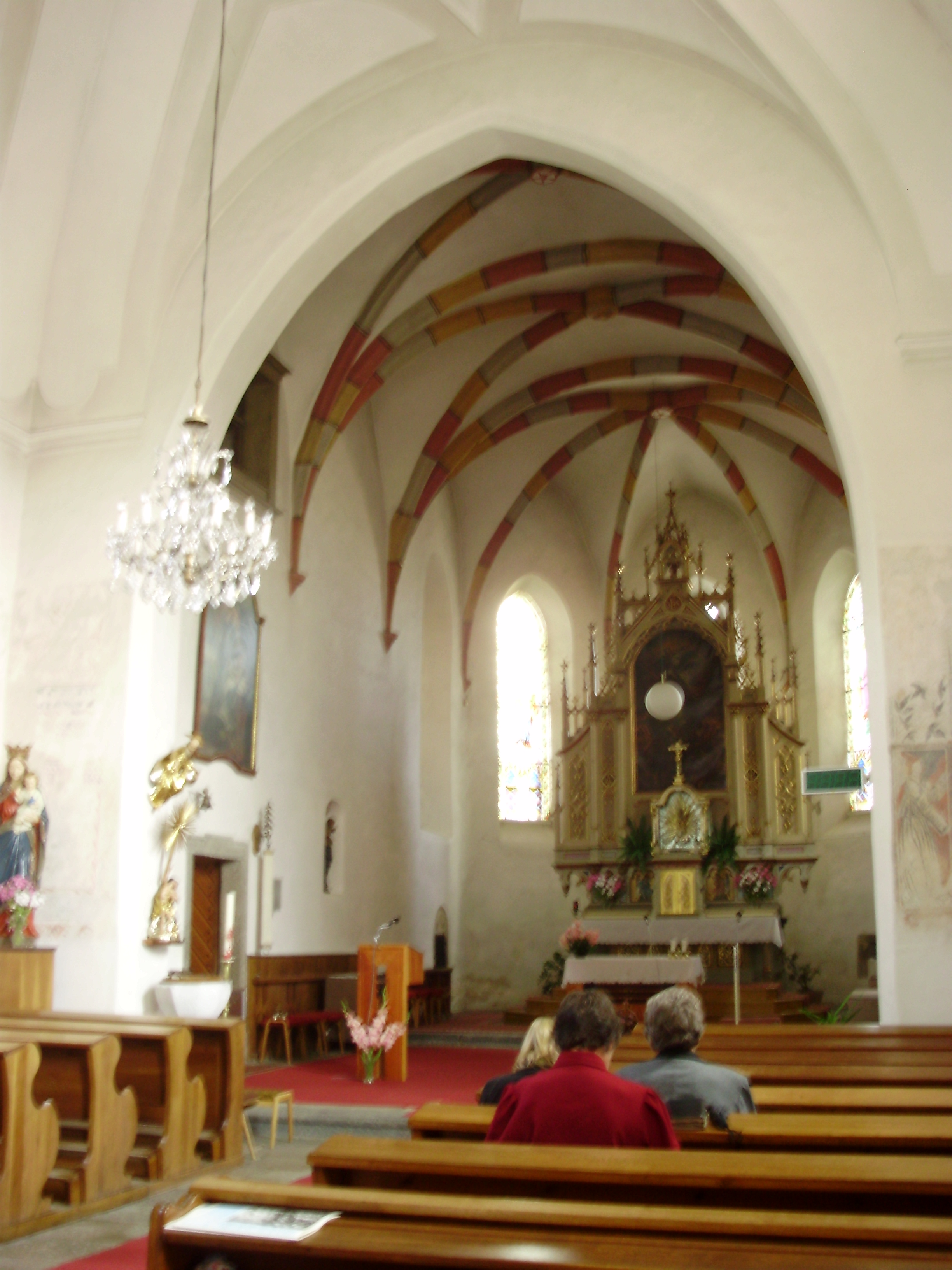
Interiér netínského kostela
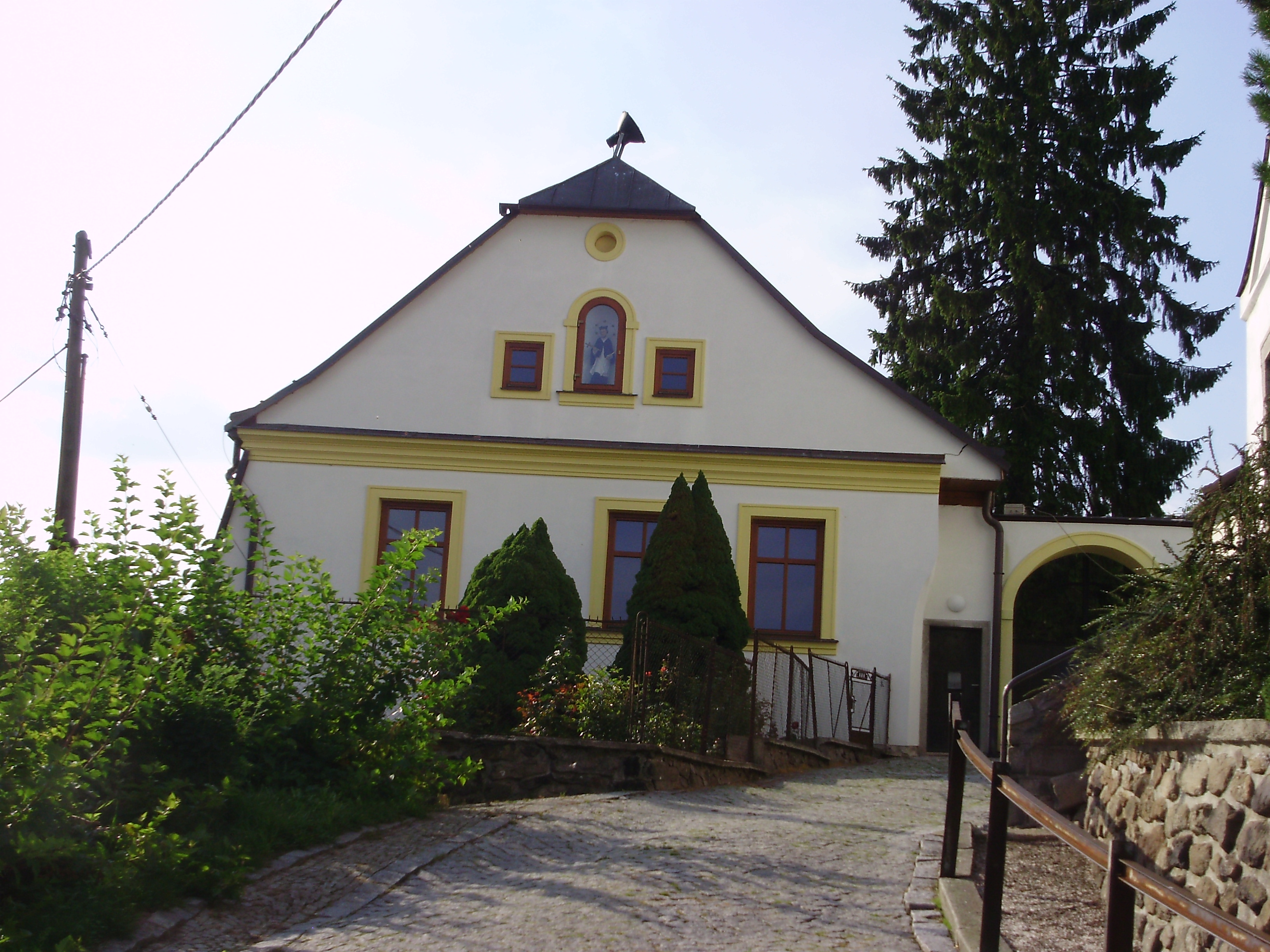
Netínská fara